# Ford Explorer Sport Trac
De Ford Explorer Sport Trac (soms afgekort tot Ford Sport Trac) is een pick-up die specifiek op de Noord-Amerikaanse markt verkocht werd door Ford van 2000 tot en met 2010.
De wagen werd gepositioneerd tussen de Ranger (waarvan de varianten met dubbele cabine wel buiten Noord-Amerika verkrijgbaar waren) en de F-150 en werd zo de eerste middelgrote pick-up van het merk.
Er werden twee generaties geproduceerd, met een hiaat voor modeljaar 2006. De Ford Explorer Sport Trac deelde zijn chassis en een groot stuk van zijn carrosserie met de vierdeurs Explorer, de laadbak werd specifiek voor deze modellijn ontwikkeld. De Sport Trac werd geassembleerd in de Louisville Assembly-fabriek in Louisville (Kentucky).
Toen Ford de vijfde generatie van de Ford Explorer ontwikkelde, werd de Sport Trac geleidelijk uit de modellijn gehaald. De productie eindigde in 2010. De vierde generatie Ford Ranger, waarvan de afmetingen ongeveer gelijk zijn aan die van de Sport Trac, kan in zijn vierdeursconfiguratie gezien worden als de opvolger van de Sport Trac.

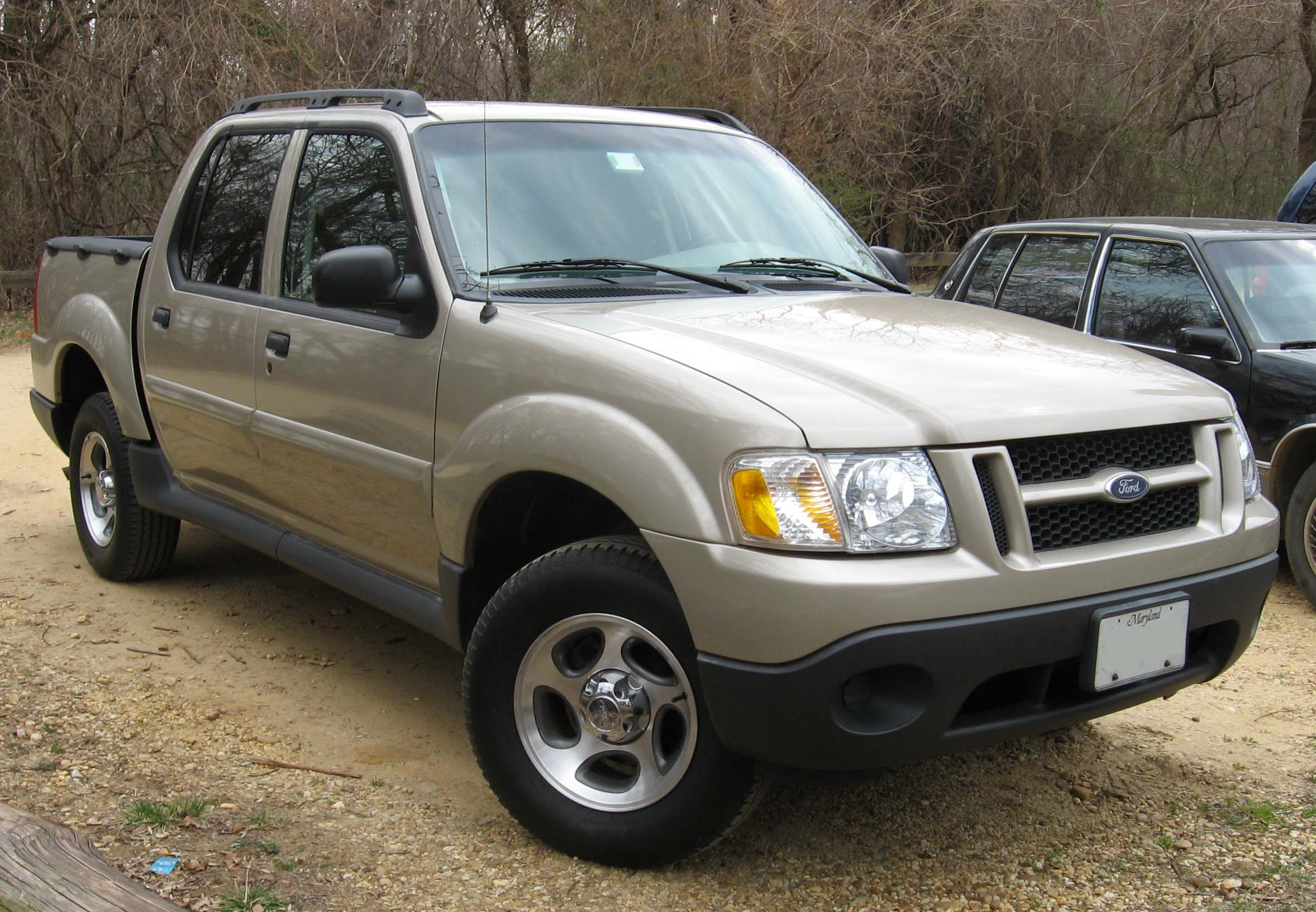
Ford Explorer Sport Trac (eerste generatie)
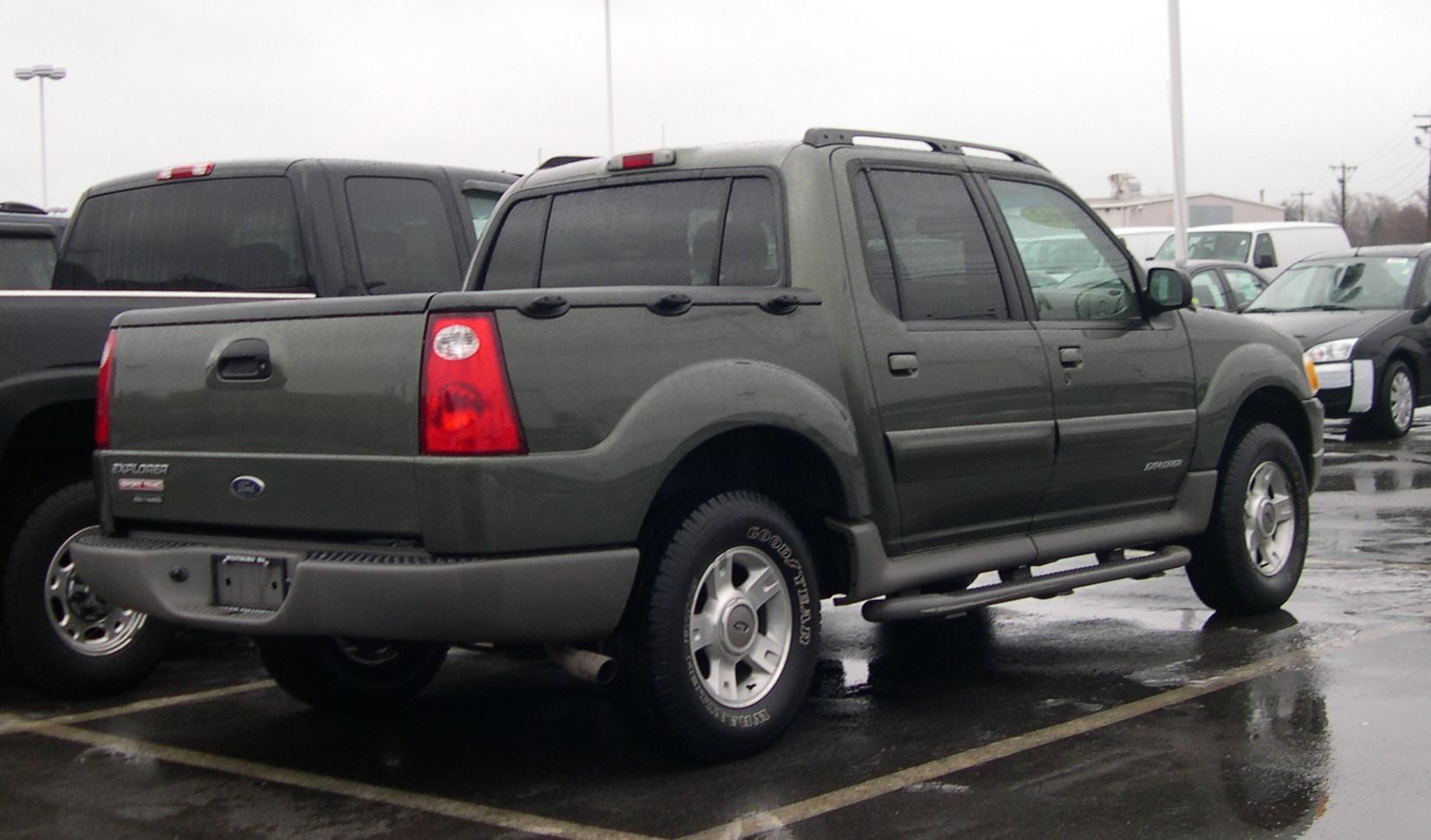
Ford Explorer Sport Trac (eerste generatie), achteraanzicht
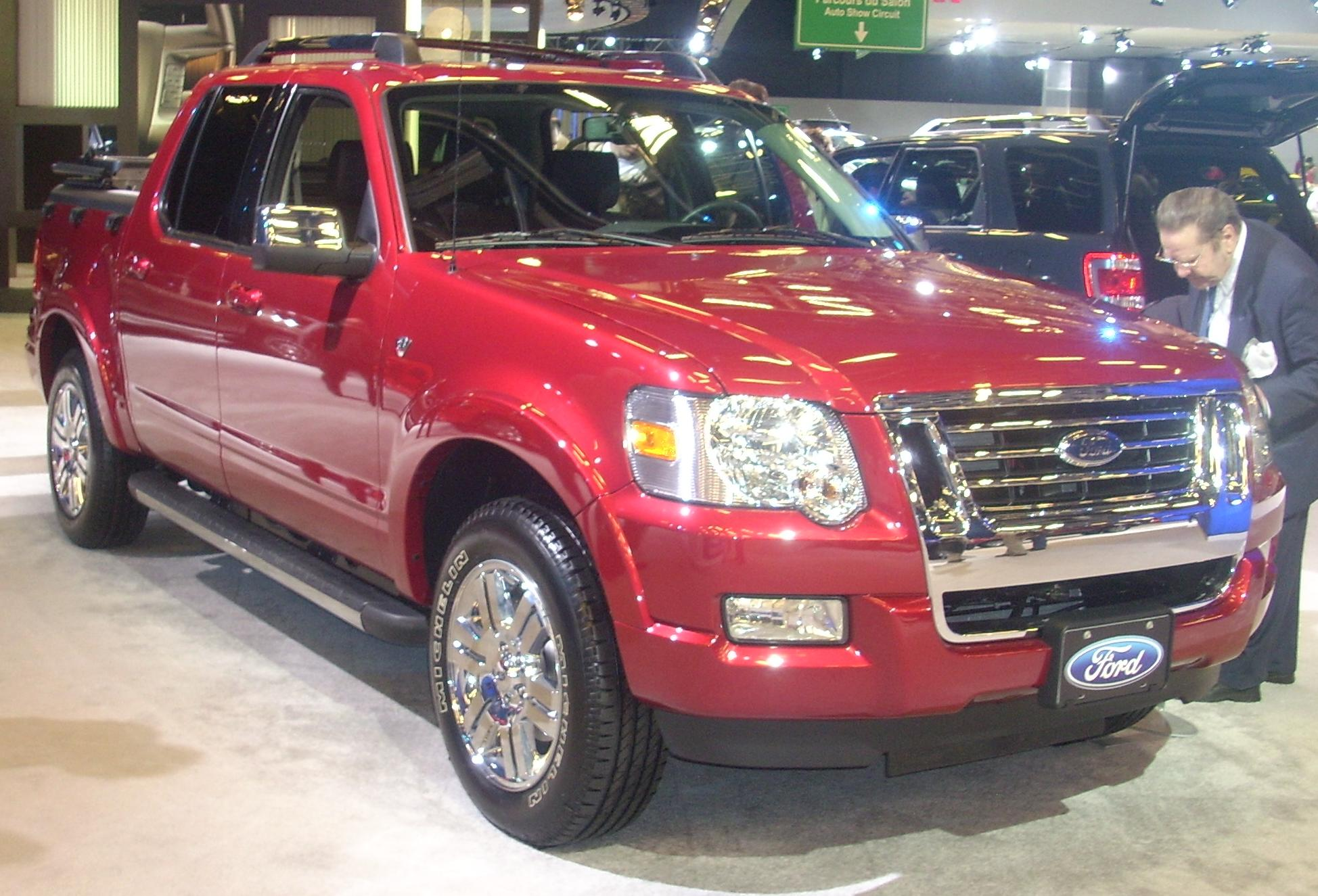
Ford Explorer Sport Trac (tweede generatie)
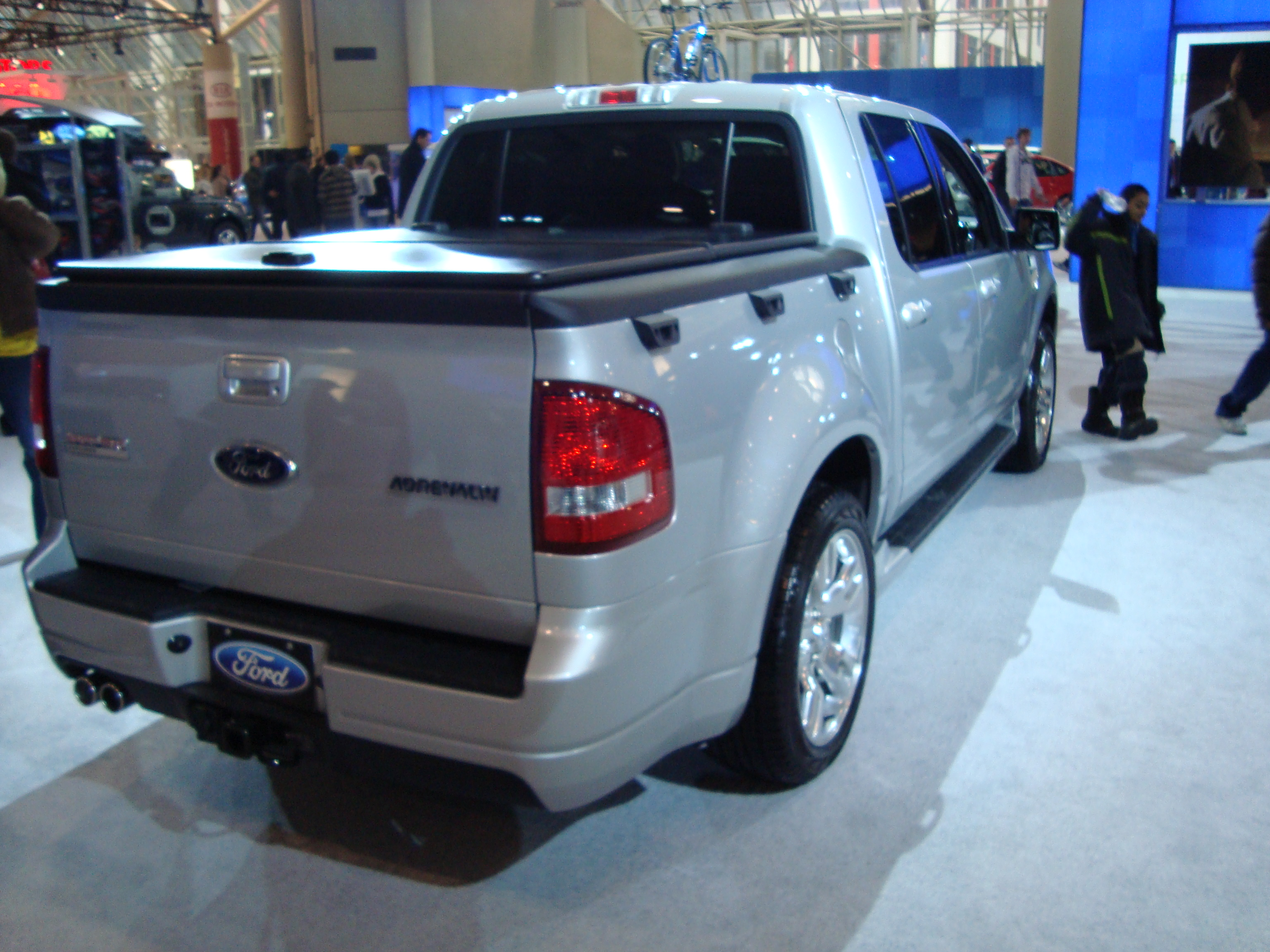
Ford Explorer Sport Trac (tweede generatie), achteraanzicht